# Le Grand-Pressigny
Le Grand-Pressigny ist eine französische Gemeinde mit 879 Einwohnern (Stand 1. Januar 2022) im Département Indre-et-Loire in der Region Centre-Val de Loire (historische Region: Touraine). Sie gehört zum Arrondissement Loches sowie zum Kanton Descartes und liegt am Ufer des Flusses Claise, an der Einmündung der Aigronne. Im Gemeindegebiet mündet auch die Muanne in die Claise. Beim Ort liegt die Abbaustätte von Le Grand-Pressigny.

## Bevölkerungsentwicklung
| 1793 | 1866  | 1911 | 1946 | 1975 | 1990 | 2006 |
| ---- | ----- | ---- | ---- | ---- | ---- | ---- |
| 967  | 1.832 | 1559 | 1595 | 1256 | 1120 | 1064 |

## Sehenswürdigkeiten
- Schloss Le Grand-Pressigny; Teilruine eines Schlosses, dessen Wurzeln in das 12. Jahrhundert zurückreichen. Die erhaltenen Gebäude beherbergen heute das 1910 gegründete Musée departemental de Préhistoire mit dem Coeur de Birette einem Polissoir in den Gärten.

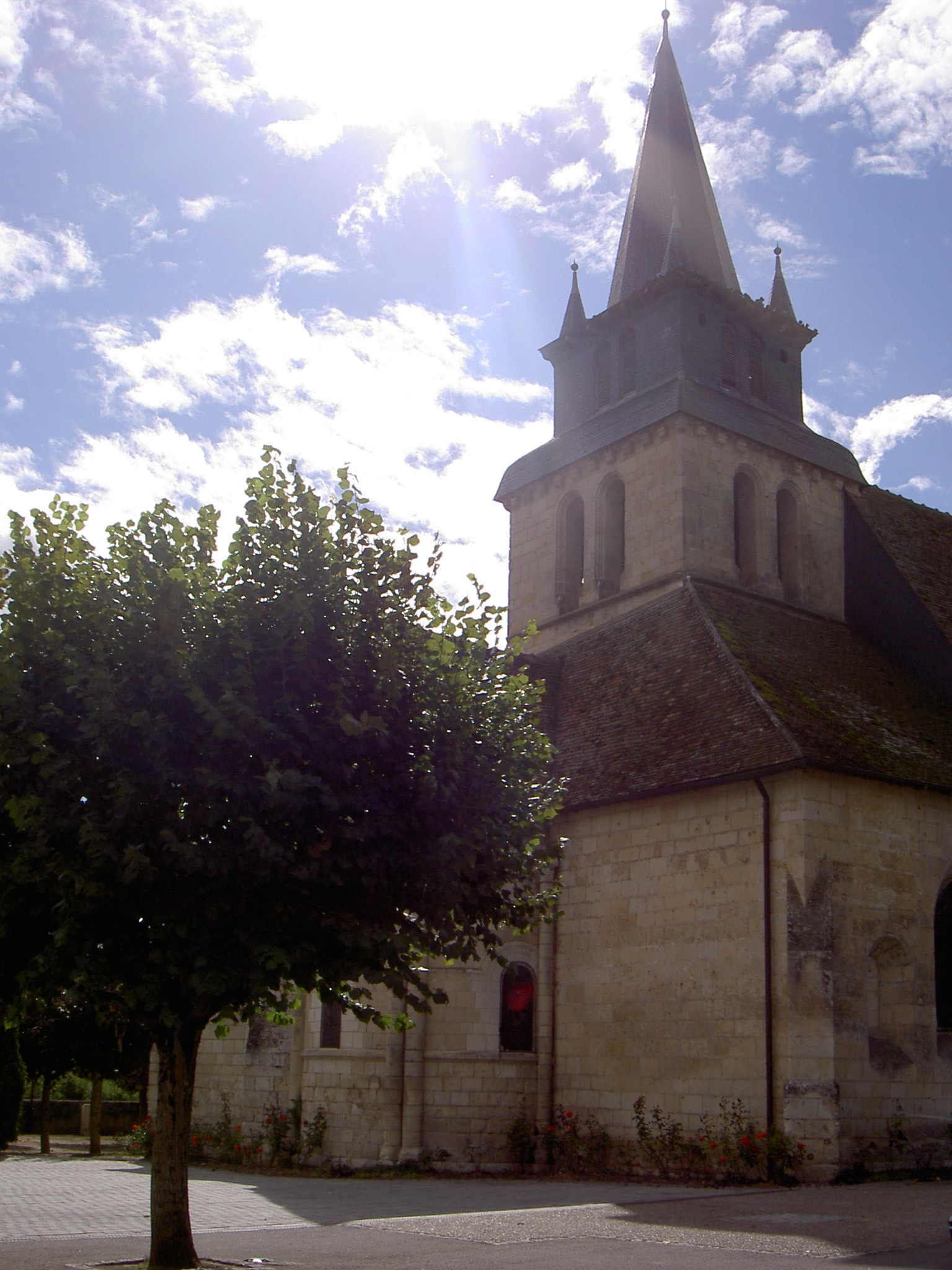
Kirche Saint-Gervais-Saint-Protais
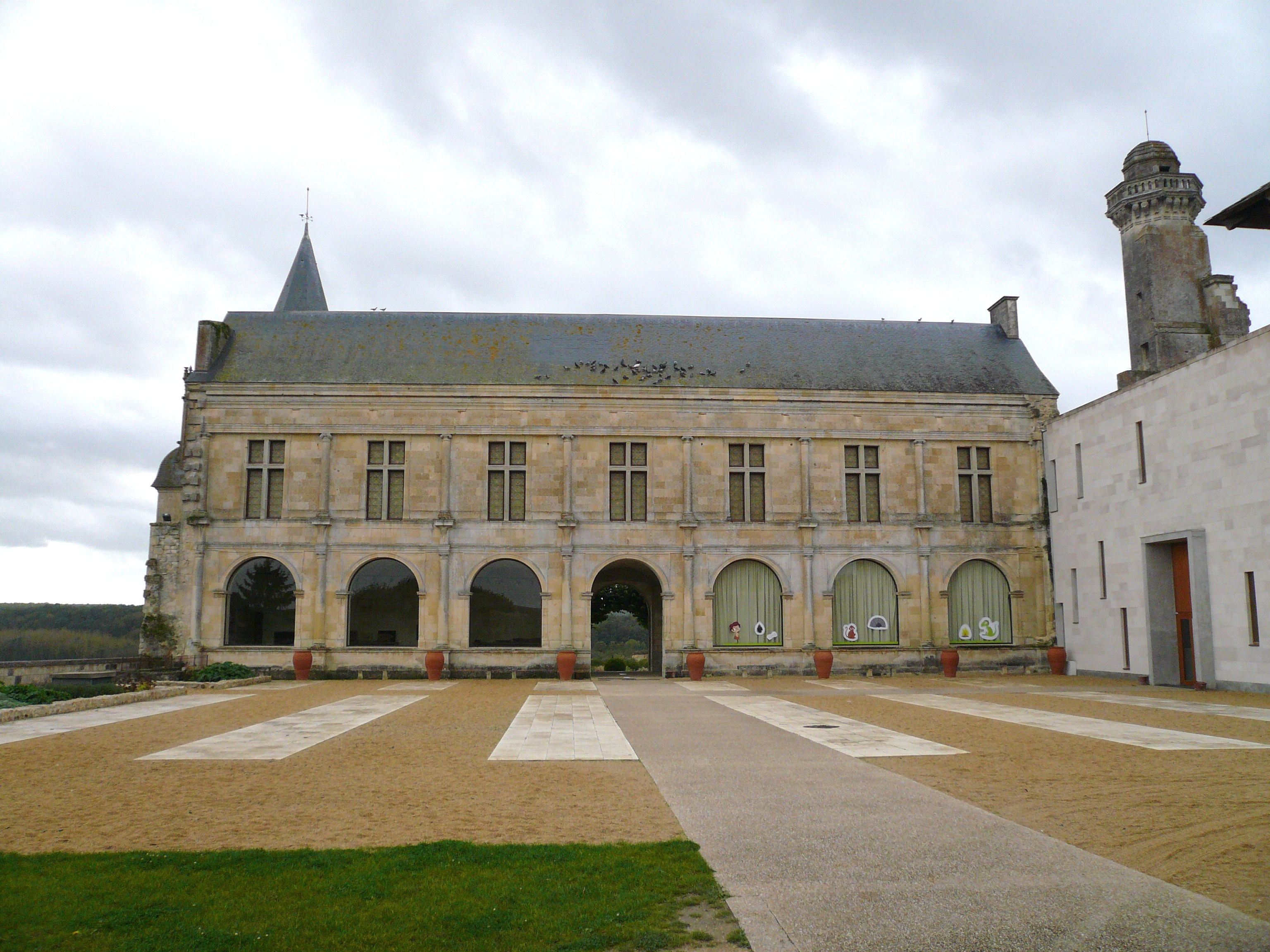
Château du Grand-Pressigny
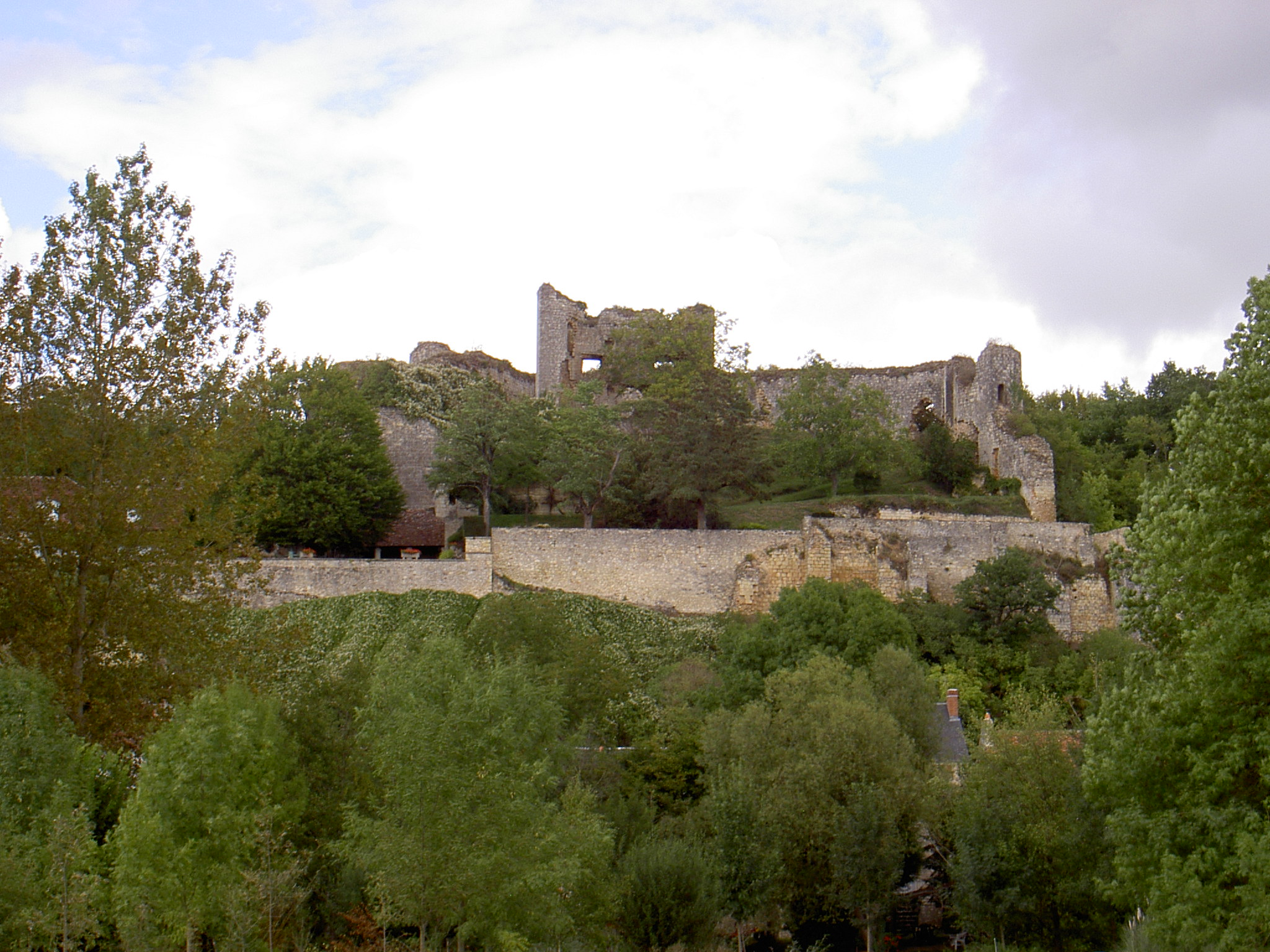
Ruinen des Château d'Étableau

## Persönlichkeiten
- Fabio Brûlart de Sillery (1655–1714), römisch-katholischer Bischof, Dichter